# Patricia Lamah
Pour les articles homonymes, voir Lamah (homonymie).
Pauline Adeline Patricia Lamah dite Patricia Lamah, née en 1987 en Guinée, est une entrepreneur et une coiffeuse guinéenne,.
Elle est élue en 2018, première lors de la troisième éditions du concours de coiffure Koiffure Kitoko en Côte d'Ivoire.

## Biographie

### Enfance, formations et débuts
Orpheline de père et de mère des le basse âge, Patricia a grandi avec sa grand-mère à Conakry ou elle fait ses études à l’école primaire et collège du quartier Madina-cité. En 2003, elle intègre le lycée Sainte Marie de Conakry où elle a décroché son baccalauréat en 2006.
Elle est orientée a l'Université Général Lansana Conté de Sonfonia où elle obtiendra une maîtrise en droit privé en 2010.

## carrière professionnelle
Après l’université, elle devient d'abord assistante administrative et financière dans une entreprise de la Guinée[Laquelle ?], ensuite elle intégré la banque UBA de 2011 à 2013. 
De 2013 en 2018, elle occupe le poste de responsable juridique et contentieux à la banque BCI Guinée[source insuffisante]. 
Parallèlement, passionnée de la coiffure, elle crée sa société de coiffure en 2017, Pat’s Natural Beauty à Conakry puis à Kamsar, elle est spécialisée dans les coiffures nappy. 

### Vie privée
Patricia est mariée, et mère d'une fille.  

## Distinctions et reconnaissances
- 2018 : prix coiffure kitoko